# Chevrolet Corvette C7
La Chevrolet Corvette C7 è un'autovettura sportiva, settima generazione dell'omonimo modello, prodotta dalla General Motors con il marchio Chevrolet a partire dal 2013 fino al novembre 2019.

## Descrizione

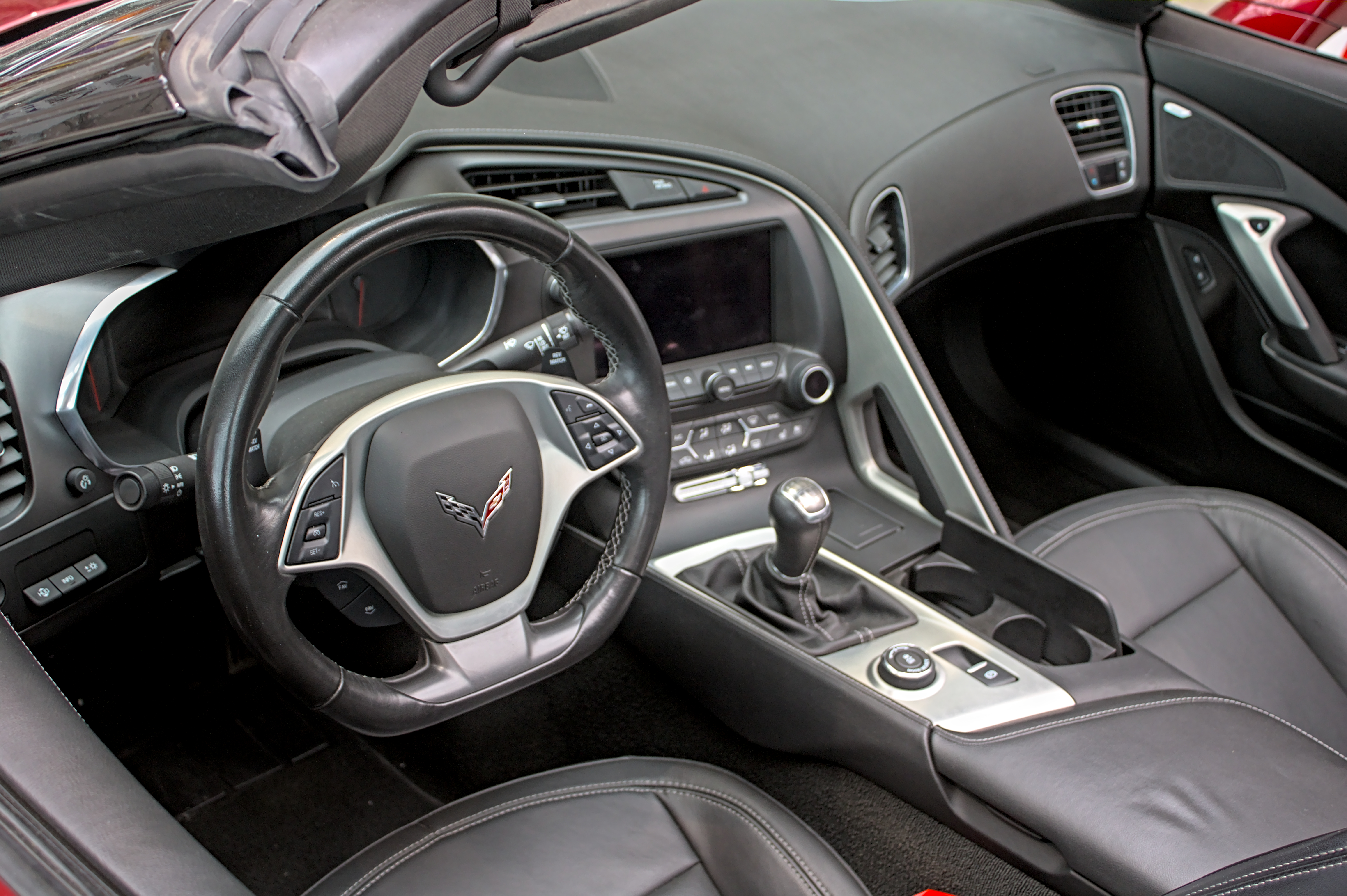
Interni

Gli ingegneri GM iniziarono a sviluppare la Corvette di settima generazione (C7) nel 2007. L'auto era stata originariamente progettata per essere introdotta nel 2011, ma il debutto fu ritardato. Era stato preso in considerazione il layout con motore centrale-posteriore, ma venne scelta la piattaforma con motore anteriore e trazione posteriore (RWD) per contenere e ridurre i costi.
La Corvette ha debuttato il 13 gennaio 2013 a Detroit al North American International Auto Show. Si tratta di un cambiamento radicale rispetto alle generazioni precedenti di Corvette, che non avevano spoiler, ma linee della carrozzeria arrotondate senza spigoli sui lamierati con solo delle branchie per il raffreddamento dei freni anteriori. Inoltre le precedenti Corvette avevano fanali di dimensioni ridotte, mentre la C7 inverte quel linguaggio stilistico, introducendo fari dalla forma allungata con luci diurne a LED integrate.
Il nuovissimo motore LT1 da 6.2 litri Small Block V8 della C7 sviluppa 460 cavalli (340 kW) e 620 Nm di coppia, facendola accelerare da 0 a 60 mph (97 km/h) in 3,7 secondi se abbinata al cambio automatico a otto velocità. Le sospensioni della C7 sono costituite da doppi bracci trasversali indipendenti di diversa lunghezza, con molle trasversali monobalestra in fibra di vetro e ammortizzatori idraulici (optional quelli magnetoreologici), in una configurazione simili alla precedente C6.
La Corvette Stingray Coupé, che è stata messa in vendita negli Stati Uniti nel terzo trimestre del 2013, è equipaggiata con un cambio manuale Tremec TR-6070 a 7 velocità o un cambio automatico Hydramatic 6L80 a 6 velocità con cambio al volante. 

### Z51
Il pacchetto Z51 Performance include lubrificazione a carter secco, cambio a rapporti ravvicinati, sistema di raffreddamento dedicato per la trasmissione, cerchi in lega di alluminio da 19 pollici anteriori e 20 pollici posteriori con pneumatici Michelin a doppia mescola (che aumentano il diametro del pneumatico di un pollice rispetto alla base Stingray), condotti di raffreddamento dei freni, differenziale elettronico a slittamento limitato e sistema di raffreddamento del differenziale, messa a punto unica del telaio e sistema di gestione attiva Magnetic Ride Control. È dotata anche di freni Brembo, che migliorano notevolmente le prestazioni di frenata rispetto al modello base.

## Evoluzione

### Z06

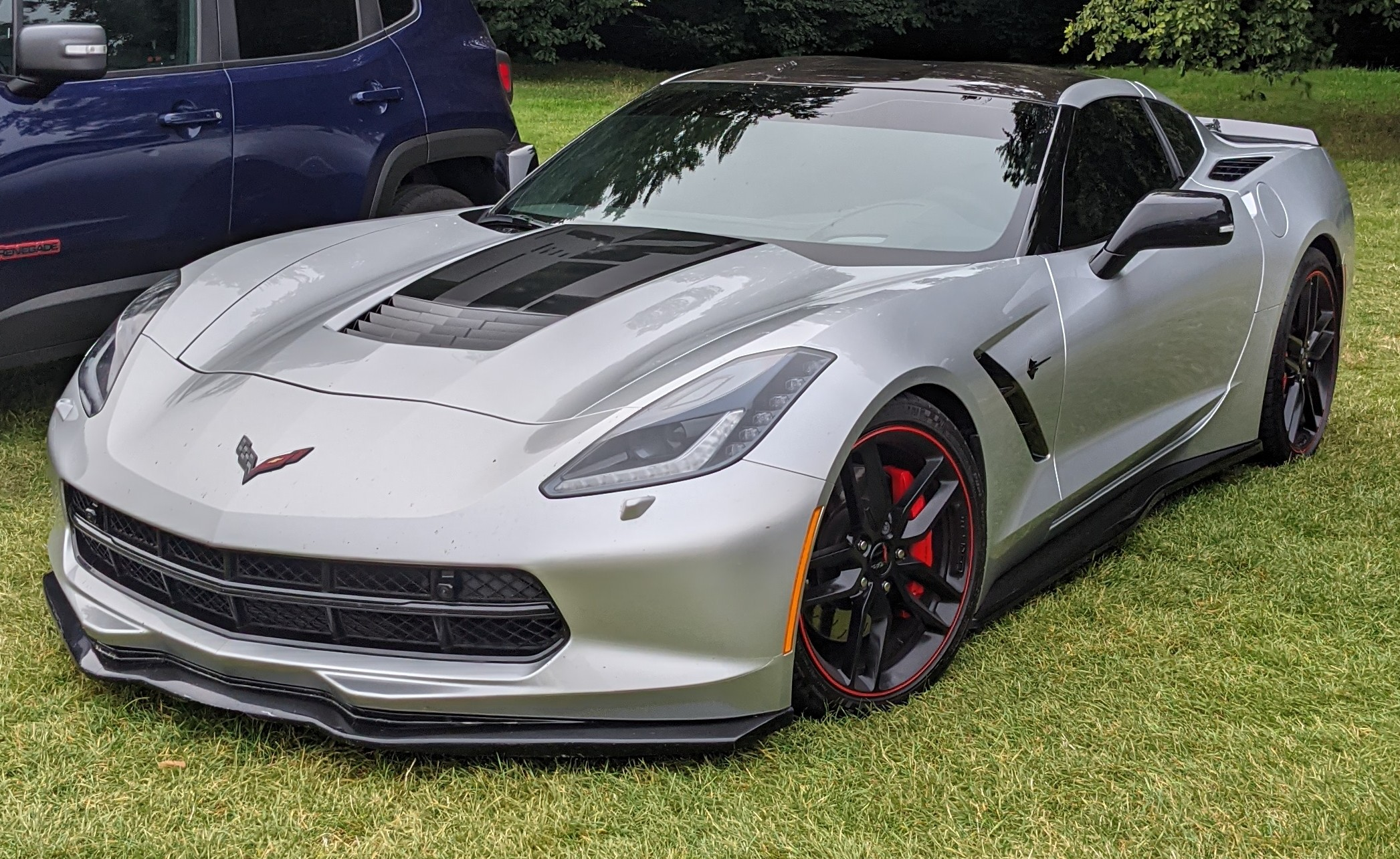
Corvette C7 Z06

Al North American International Auto Show è stata presentata la versione più performante della Corvette chiamata Z06. La Z06 è dotata di un motore V8 LT4 da 6,2 litri sovralimentato, avente testate in alluminio Rotocast A356T6 e un compressore volumetrico Eaton R1740 TVS da 1,7 litri, che genera 650 CV (485 kW) a 6400 giri al minuto e 881 N⋅m a 3600 giri al minuto, conferendo alla Z06 una velocità massima di 185 mph (298 km/h). La Z06 è disponibile con un manuale Tremec a sette velocità con tecnologia rev-matching o un Hydramatic 8L90 automatico a otto rapporti con leve al volante.
Le modifiche alla carrozzeria della Z06 includono un pannello del tetto rimovibile in fibra di carbonio, uno splitter anteriore, un cofano in fibra di carbonio con una presa d'aria più grande, prese d'aria sul parafango anteriore più grandi e prese d'aria sui parafanghi posteriori, uno spoiler posteriore più grande. Monta cerchi in alluminio pressofuso da 19×10 pollici anteriori e 20×12 pollici posteriori su pneumatici Michelin Pilot Sport P285/30ZR19 anteriori e 335/25ZR20 posteriori.
Altre caratteristiche meccaniche della Z06 includono freni Brembo (a disco in acciaio in due pezzi da 371×33 mm all'anteriore e 365×25 mm al posteriore, pinze fisse anteriori in alluminio a sei pistoncini e posteriori a quattro pistoncini), ammortizzatori Magnetic Ride Control, differenziale elettronico a slittamento limitato (eLSD) integrato con il controllo elettronico della stabilità e il Performance Traction Management.
All'interno è possibile scegliere tra due sedili con telaio in magnesio (sedile GT o sedile sportivo da competizione con imbottiture laterali); la console e gli interni sono completamente rivestiti con pelle Nappa, alluminio e fibra di carbonio.
La Corvette Z06 Convertible include una capote ripiegabile elettricamente che può essere azionata a velocità fino a 50 km/h (31 mph), nonché nuovi supporti per le cinture di sicurezza. 

#### Z07
Il pacchetto Z07 comprende pneumatici Michelin Pilot Sport Cup 2 P285/30ZR19 anteriori e 335/25ZR20 posteriori, dischi freno anteriori da 394x36 mm e posteriori in carboceramica da 388x33 mm e assetto delle sospensioni rivisto con aumento della rigidità delle molle anteriore e posteriore rispettivamente del 62% e 22% con un nuovo materiale della boccola della barra stabilizzatrice.

### Grand Sport (Z15)

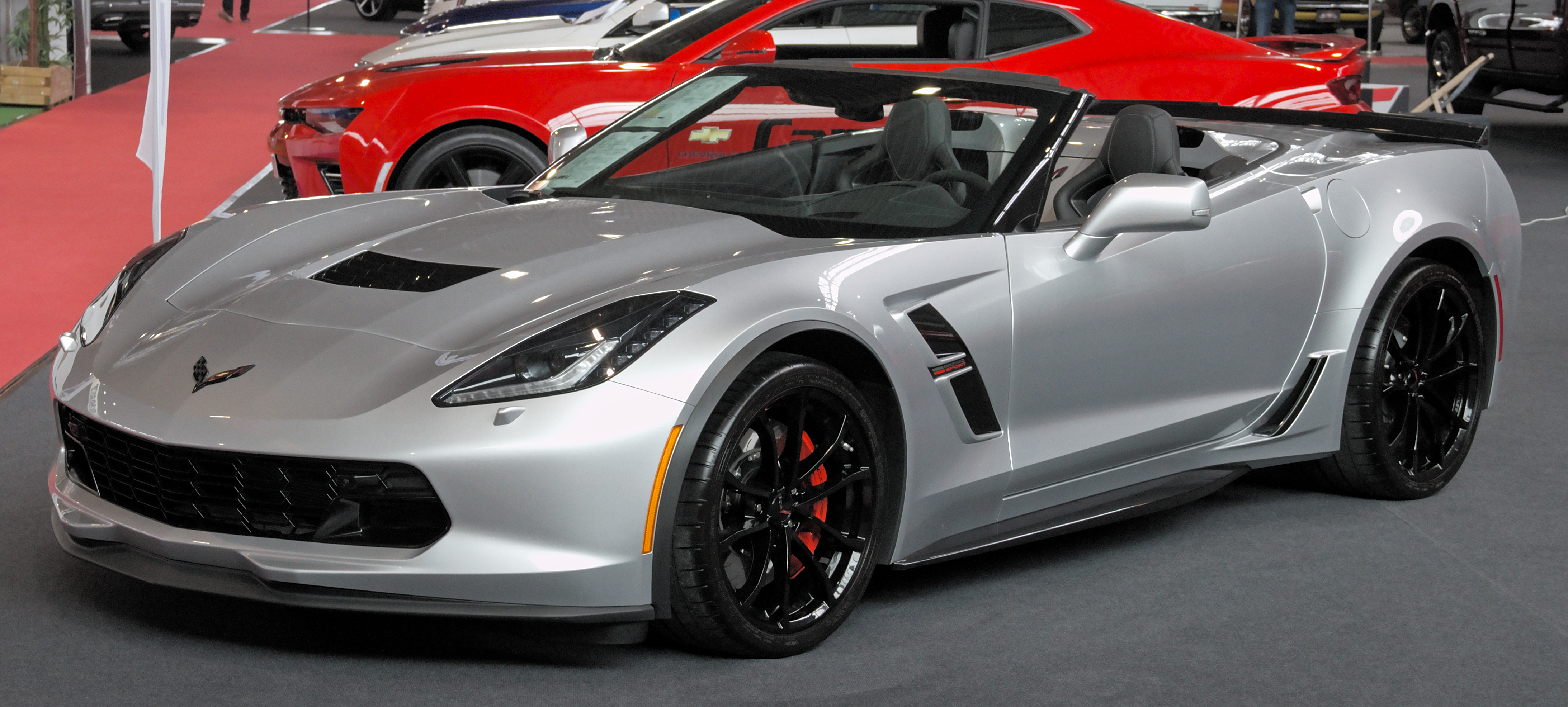
Corvette C7 Grand Sport

Nell'aprile 2016 al Salone di Ginevra, Tadge Juechter, ingegnere capo della C7, ha presentato il modello Grand Sport. La Grand Sport è una via di mezzo tra la Z51 Stingray e la Z06, condividendo gran parte della carrozzeria con la Z06 (eccetto il cofano) nat con il motore a carter secco della Z51. Le caratteristiche peculiari della Grand Sport sono: Pneumatici estivi Michelin Pilot Super Sport 285/30ZR19 (anteriore) e 335/25ZR20 (posteriore), sistema frenante Brembo da 356 mm con pinze a sei pistoncini nella parte anteriore e da 340 mm con pinze a quattro pistoncini nella parte posteriore, barre stabilizzatrici specifiche, differenziale elettronico a slittamento limitato, motore LT1 V8 da 460 CV (343 kW) con sistema di lubrificazione a carter secco e scarico attivo, abbinato solo al cambio manuale a 7 marce.

### ZR1

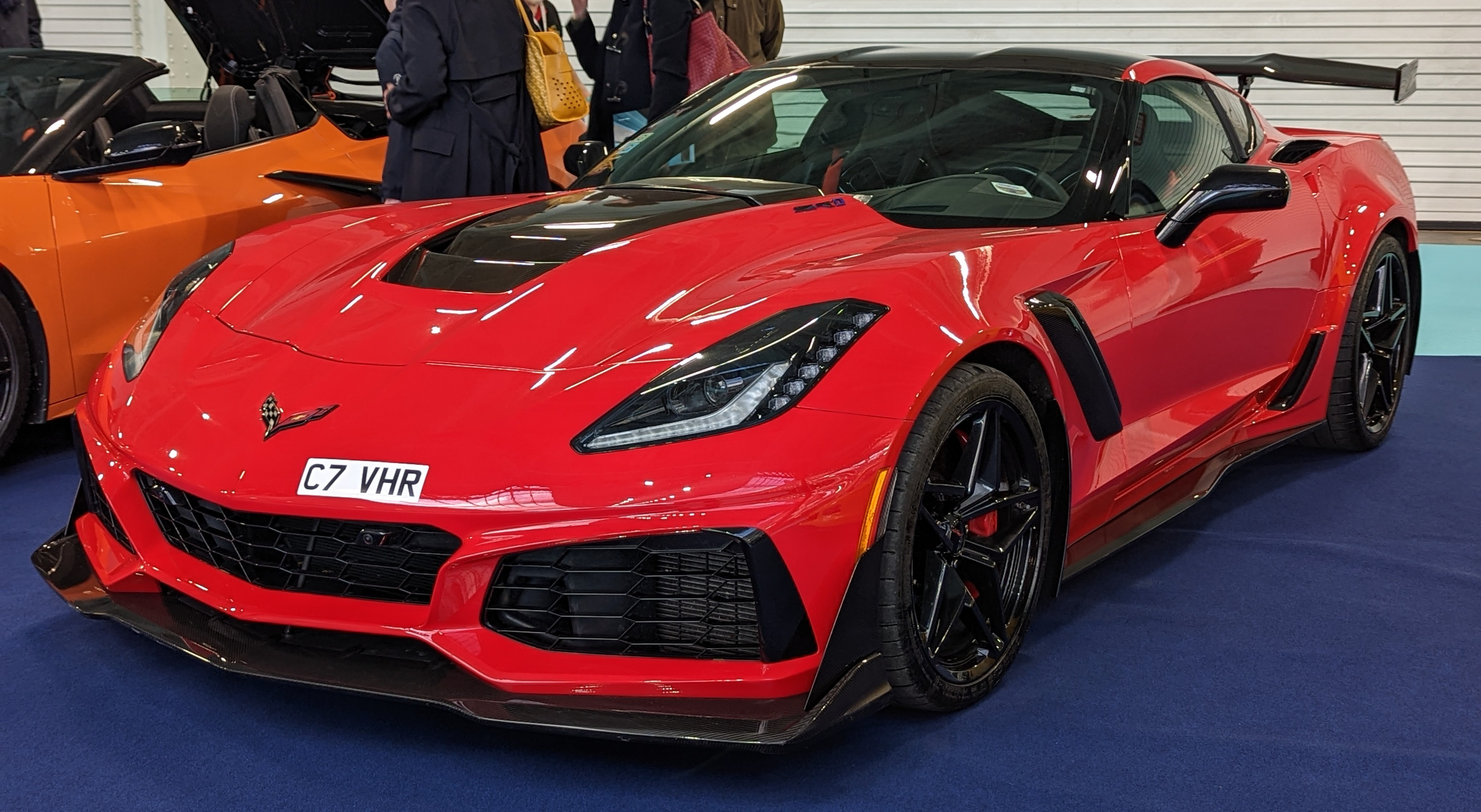
Corvette ZR1

La Corvette C7 ZR1 è stata presentata al Motor Show di Dubai 2017. La ZR1 è basata sulla Z06 apportando molti cambiamenti, incluso il nuovissimo motore 6,2 litri V8 LT5 da 6162 cm³ dotato di un compressore Eaton da 2,6 litri che è più grande del 52% rispetto a quello della Z06, insieme a un nuovo sistema di iniezione del carburante. Il nuovo motore ha una potenza di 765 CV (563 kW) a 6300 giri al minuto e 969 Nm di coppia a 4400 giri al minuto. La ZR1 include anche un sistema di raffreddamento del motore migliorato con grandi prese d'aria nei paraurti anteriori e sul cofano, un intercooler più grande e altri quattro radiatori, portando il numero totale a tredici.
Il pacchetto aerodinamico della ZR1 è stato sviluppato in collaborazione con la scuderia Corvette di Pratt & Miller in gallerie del vento. Comprende una grande ala posteriore imbullonata direttamente sul telaio e uno splitter anteriore nel sottoscocca. Altre modifiche includono un sistema di scarico attivo e un albero motore modificato, che aiutano a spingere l'auto a una velocità massima di 214,88 mph (345,82 km/h).
Il pacchetto ZTK Performance è un pacchetto aerodinamico opzionale per la ZR1. Aggiunge un'ala posteriore fissa più alta che genera il 60% in più di carico aerodinamico rispetto alla Z06 con il pacchetto Z07, ma ne riduce anche la velocità massima a causa della maggior resistenza aerodinamica. Il pacchetto ZTK aggiunge anche lo splitter anteriore in fibra di carbonio. Con la combinazione dell'alettone posteriore alto e dello splitter, la ZR1 ZTK produce 430,9 kg di carico aerodinamico alla massima velocità. 
Nonostante l'ampio uso di fibra di carbonio, la ZR1 è più pesante della Z06 con una massa totale di 1614,8 kg, a causa dei fluidi aggiuntivi per il sistema di raffreddamento. La ZR1 è disponibile con un cambio manuale Tremec TR-6070 a 7 velocità con tecnologia rev-matching o un cambio automatico GM 8L90 a 8 velocità con leve al volante, che sono gli stessi della Z06. La ZR1 è dotata di freni in carboceramica e sistema di sospensione a doppio braccio oscillante. Gli interni includono rivestimenti in pelle Nappa, sedili riscaldati e volante in fibra di carbonio.
La a versione decappottabile della ZR1 è stata presentata al Los Angeles Auto Show 2017. I dati sulle prestazioni rimangono gli stessi della coupé, ma la decappottabile pesa 27 kg in più rispetto alla sua controparte a causa dei rinforzi strutturali al telaio.

## Versioni speciali

### Stingray Gran Turismo Concept
Presso il SEMA di Las Vegas del 2013 la Chevrolet ha presentato una concept ad alte prestazioni della Stingray che omaggia il simulatore di guida Gran Turismo. Rispetto alla versione di serie, questa adotta specifiche decalcomanie dedicate, splitter anteriore,  minigonne e paraurti posteriore in fibra di carbonio più aerodinamici, fari gialli, spoiler posteriore e dei terminali di scarico modificati. Gli interni sono stati ripresi dalle vetture da competizione.

## Veicoli derivati

### IsoRivolta GTZ
Sulla base della C7 Z06, il carrozziere italiano Zagato ha realizzato nel 2020 la IsoRivolta GTZ (Gran Turismo Zagato), concepita come un tributo al marchio Iso Rivolta. La vettura, ispirata alla Iso Grifo A3/C del 1965, è stata candidata all'edizione 2021 del Concorso d'eleganza di Pebble Beach.

## Numeri di Produzione
| Anno       | Stringray | Stringray | Grand Sport | Grand Sport | Z06    | Z06    | ZR1   | ZR1    | Totale  |
| Anno       | Coupé     | Cabrio    | Coupé       | Cabrio      | Coupé  | Cabrio | Coupé | Cabrio | Totale  |
| ---------- | --------- | --------- | ----------- | ----------- | ------ | ------ | ----- | ------ | ------- |
| 2014       | 26.565    | 10.723    |             |             |        |        |       |        | 37.288  |
| 2015       | 20.757    | 4.830     |             |             | 6.980  | 1.673  |       |        | 34,240  |
| 2016       | 21.387    | 5.027     |             |             | 11.543 | 2.732  |       |        | 40.689  |
| 2017       | 11.253    | 2.298     | 9.912       | 2.046       | 6.197  | 1.076  |       |        | 32.782  |
| 2018       | 3.068     | 735       | 2.569       | 512         | 2.353  | 449    |       |        | 9.686   |
| 2019       | 11.499    | 2.192     | 9.496       | 1.745       | 5.965  | 972    | 2.441 | 512    | 34.822  |
| Totale     | 120.334   | 120.334   | 26.280      | 26.280      | 39.940 | 39.940 | 2.953 | 2.953  | 189.507 |
| Tot Coupé  | 94.529    |           | 21.977      |             | 33.038 |        | 2.441 |        | 151.985 |
| Tot Cabrio |           | 25.805    |             | 4.303       |        | 6.902  |       | 512    | 37.522  |